# Karel Rektorys
Karel Rektorys (4. února 1923 Písek – 10. prosince 2004 Praha) byl český matematik a vysokoškolský pedagog,  který se podílel na rozvoji variačních metod a teorie parciálních diferenciálních rovnic, zejména v souvislosti s jejich aplikacemi v inženýrství a s vývojem vhodných výpočetních metod. Většinu své kariéry spojil se Stavební fakultou Českého vysokého učení technického v Praze, kde působil od roku 1954 až do konce života. Jeho jméno dnes nese fakultní posluchárna; každoročně se zde také uděluje Medaile prof. Karla Rektoryse za vynikající pedagogickou činnost a koná se studentská soutěž v aplikované matematice.

## Život
Narodil se 4. února 1923 v Písku do rodiny hospodářského úředníka. Středoškolské vzdělání získal na tamní Reálce Dr. Adolfa Heyduka (dnes Gymnázium Písek), kde v roce 1941 maturoval s nejlepším možným výsledkem. Do konce druhé světové války pracoval jako poštovní pomocník v Čimelicích. Po znovuotevření vysokých škol v roce 1945 zahájil studium matematiky a fyziky na Přírodovědecké fakultě Univerzity Karlovy, které zakončil v prosinci 1948.
Po ukončení studia nastoupil jako matematik do výzkumného oddělení Škodových závodů v Plzni, kde působil až do roku 1951, s přerušením kvůli dvouleté prezenční vojenské službě. Téhož roku přešel na pozvání Františka Vyčichla do nově vzniklého Ústředního ústavu matematického (pozdějšího Matematického ústavu ČSAV). V roce 1954 byl prof. Vyčichlem přijat na katedru matematiky a deskriptivní geometrie Fakulty inženýrského stavitelství Českého vysokého učení technického v Praze. Na tomto pracovišti působil až do konce své akademické kariéry, od roku 1960 v rámci nově vzniklé Fakulty stavební ČVUT. V letech 1967–1968 zastával akademickou pozici na Military Technical College v Káhiře.
V roce 1952 získal na Univerzitě Karlově titul doktora přírodních věd (RNDr.). Kandidátskou disertační práci obhájil v roce 1956 a získal titul kandidáta věd (CSc.), o rok později byl jmenován docentem. V roce 1961 obhájil disertaci k získání titulu doktora věd (DrSc.) a v roce 1964 byl jmenován profesorem matematiky.
V letech 1969–1972 vedl katedru matematiky a deskriptivní geometrie na Stavební fakultě ČVUT, následně byl postižen působením
normalizačních sil. V období 1981–1989, během VII. a VIII. pětiletky, působil jako koordinátor hlavního výzkumného úkolu Metody aplikované matematiky v inženýrských problémech. V průběhu své akademické dráhy vyškolil nejméně osm aspirantek a aspirantů.
V posledních letech svého působení na Fakultě stavební ČVUT přednášel matematiku pro studenty a studenky doktorského studia a pravidelně konzultoval jejich výzkumné práce.  U příležitosti jeho osmdesátých narozenin se ve dnech 27.–30. ledna 2003 konala na fakultě mezinárodní konference Mathematical and Computer Modelling in Science and Engineering, na níž se sešlo 160 matematiků a inženýrů ze sedmi zemí. Mezi účastníky byli také jeho celoživotní kolegové a přátelé, například Ivo Marek(na Wikidatech), který předsedal organizačnímu výboru, nebo Ivo Babuška. Karel Rektorys zemřel 10. prosince 2004 v Praze ve věku 81 let.

## Dílo

### Vědecká a výzkumná činnost
Osobnost Karla Rektoryse symbolizuje propojení matematiky s technickými obory. Již jeho rigorózní práce k získání titulu RNDr. z roku 1951, nazvaná Problém jednoznačnosti řešení parciálních diferenciálních rovnic pro vedení tepla při nespojitých počátečních a okrajových podmínkách, vznikla na základě praktického problému chladnutí ocelových ingotů, kterému se věnoval během svého působení ve Škodových závodech v Plzni. Zde se též naučil matematicky formulovat inženýrské úlohy.
Zásadní roli v Rektorysově vědecké dráze sehrálo jeho zapojení do příprav výstavby  Orlické přehrady, kde se věnoval výpočetním simulacím napjatosti konstrukce s ohledem na postup výstavby z betonových bloků, vývoj hydratačního tepla a vlastnosti podloží. Na řešení výzkumného problému Výzkum možností betonáže vysokých pracovních vrstev na přehradě Orlík s ohledem na termické vlastnosti daných složek betonu   spolupracoval s Ivem Babuškou, který se zaměřil na pevnostní analýzu, zatímco Rektorys se zaměřil na analýzu teplotního pole vznikajícího při tuhnutí betonu. Úlohy si vyžádaly vývoj nových numerických metod i jejich matematické ověření; výsledky přitom dobře odpovídaly reálnému chování konstrukce.
Získané zkušenosti se přímo odrazily v navazujících vědeckých pracích: v roce 1956 obhájil kandidátskou disertační práci na téma Stanovení teploty v přehradě při uvažování vnitřních zdtojů tepla, na ni navázal doktorskou disertační prací Nelineární problém vedení tepla v betonových masivech (1960). Poznatky dále rozvíjel ve studii On application of direct variational methods to the solution of parabolic boundary value problems of arbitrary order in the space variables (1971), která položila základy metody časové diskretizace.
V 80. letech koordinoval Karel Rektorys rozsáhlý projekt v rámci hlavního úkolu státního plánu základního výzkumu (SPZV) Metody aplikované matematiky v inženýrských problémech. Do projektu byli zapojeni přední odborníci z technických a přírodovědeckých fakult po celé ČSSR, například z ČVUT v Praze, MFF UK, VUT v Brně, Univerzity Komenského v Bratislavě či VŠCHT. Spolupracovalo na něm také čtrnáct výzkumných ústavů velkých průmyslových podniků, například Škoda Plzeň, ČKD Praha, Plynoprojekt nebo Tesla Strašnice.
Projekt se věnoval širokému spektru témat, zahrnujícímu matematické modely proudění tekutin, variační metody pro kontaktní úlohy se třením, numerické metody (včetně metody konečných prvků), bifurkační teorie nebo integrální transformace. Důraz byl kladen na praktické aplikace, zejména ve strojírenství, jaderné energetice, stavebnictví a chemickém a polovodičovém průmyslu. Výsledky projektu byly shrnuty v řadě odborných monografií, které následně vyšly v cizojazyčných verzích a výrazně přispěly k rozvoji československé aplikované matematiky.

### Monografie
Stěžejní část Rektorysovy publikační činnosti tvořily odborné monografie psané s ohledem na matematiky i inženýry-teoretiky řešící složité technické úlohy.
První monografie, Matematická theorie rovinné pružnosti z roku 1955 vznikla ve spolupráci s Ivem Babuškou a Františkem Vyčichlem. Publikace se věnovala využití Muschelišviliho metody pro určení pole napětí v dvourozměrných tělesech, založené na pokročilých technikách komplexní analýzy. Tuto metodu Babuška a Rektorys dále rozvinuli a aplikovali na předpověď napjatosti tělesa Orlické přehrady.
Druhá monografie, Variační metody v inženýrských problémech a problémech matematické fyziky vyšla v roce v roce 1974. Kniha představuje ucelený výklad variačního přístupu k řešení lineárních parciálních diferenciálních rovnic převážně eliptického typu, doplněný o numerické metody a jejich aplikace mimo jiné na úlohy pružnosti. Součástí jsou také původní výsledky týkající se například zobecnění Collatzovy metody pro odhady vlastních čísel, nové metody pro řešení biharmonických úloh s obecnými okrajovými podmínkami nebo základní představení metody časové diskretizace.
Za své životní dílo považoval Karel Rektorys monografii Metoda časové diskretizace a parciální diferenciální rovnice z roku 1985. V této publikaci rozvíjí dřívější myšlenku Ericha Rotheho o převodu evolučních rovnic na posloupnost stacionárních úloh, ale staví ji na variačním základu. Tento přístup je vhodný jak pro teoretickou analýzu, tak pro numerické řešení celé škály lineárních evolučních problémů, včetně úloh s integrálními podmínkami, hyperbolických rovnic či reologických modelů.
Všechny tři monografie vyšly opakovaně v češtině i v několika cizojazyčných verzích. Německý překlad Matematické theorie rovinné pružnosti publikovalo v roce 1960 nakladatelství Akademie-Verlag;(v SK ČR) dotisk vydalo nakladatelství Walter de Gruyter v roce 2025.(dle ISBN) Monografie Variační metody v inženýrských problémech a problémech matematické fyziky se dočkala druhého českého vydání v roce 1999 (nakladatelství Academia(v SK ČR)) a byla přeložena do angličtiny (D. Reidel, 1977(v SK ČR) a 1980(v SK ČR), němčiny (Carl Hanser Verlag, 1984(v SK ČR)) a ruštiny (Мир, 1985(v SK ČR)). Anglická verze knihy Metoda časové diskretizace a parciální diferenciální rovnice vyšla již v roce 1982 v nakladatelství D. Reidel,(v SK ČR) tedy o tři roky dříve než české vydání.
Na Rektorysovo monografické dílo navázali i další přední českoslovenští matematici, kteří vytvořili jeho nelineární pokračování. Takto označili Svatopluk Fučík a Alois Kufner svou monografii Nelineární diferenciální rovnice, vydanou v roce 1978 a později přeloženou do angličtiny (Elsevier, 1980(v SK ČR)) a ruštiny (Наука, 1988(v SK ČR)). Rozpracování metody časové diskretizace se věnovala monografie Jozefa Kačura(na Wikidatech) Method of Rothe in evolution equations z roku 1985.

### Pedagogická činnost
Vedle vědeckých monografií věnoval Karel Rektorys značné úsilí přípravě učebních textů a pomůcek pro vysokoškolské studium. S Vladimírem Knichalem(na Wikidatech), Alfonsem Baštou(na Wikidatech) a Milanem Píšlem(na Wikidatech) se podílel na tvorbě učebnic Matematika I a Matematika II, vydaných letech 1965 a 1966. Tyto učebnice se staly celostátně používanými texty pro úvodní kurzy matematiky na technických vysokých školách v ČSSR.
Za stěžejní pedagogický příspěvek je považována encyklopedie Přehled užité matematiky, jejíž základy položil František Vyčichlo, ale po jeho předčasné smrti se ujal vedení projektu Karel Rektorys. Kompendium o více než 1100 stranách, určené především technikům, ale srozumitelné i širší odborné veřejnosti, se vyznačuje důkladným zpracováním, systematičností a vysokou didaktickou hodnotou. Rektorys byl hlavním autorem a polovinu textu napsal sám.  Česká verze vyšla celkem sedmkrát (1. vydání 1963, 2. vydání 1968, 3. vydání 1973, 4. vydání 1981, 5. vydání 1988 – vše SNTL; 6. vydání 1995, 7. vydání 2000 – nakladatelství Prometheus). Anglický překlad vydaly Iliffe Books a MIT Press(v SK ČR) v roce 1969 a Kluwer Academic Publishers(v SK ČR) v roce 1994; první vydání se stalo oficiální studijní příručkou na Massachusettském technologickém institutu.
Kompaktnější verzi svých Variačních metod, zaměřenou na výuku na bakalářské a magisterské úrovni, představil Karel Rektorys ve skriptech Obyčejné a parciální diferenciální rovnice s okrajovými podmínkami, vydaných nakladatelstvím ČVUT v roce 1986. Anglický překlad této publikace vyšel v roce 1999 u nakladatelství CRC Press. (v SK ČR)Jeho posledním pedagogickým dílem je kniha Co a k čemu je vyšši matematika, vydaná v roce 2001. Publikace shrnuje autorovu představu o výuce diferenciálního a integrálního počtu funkcí jedné proměnné a obyčejných diferenciálních rovnic na technických vysokých školách 21. století.
Během celé své pedagogické dráhy kladl prof. Rektorys důraz na propojení matematického a inženýrského přístupu. Upřednostňoval induktivní výklad založený na příkladech a aplikacích, které pomáhají studentstvu porozumět pojmům dříve, než se přistoupí k abstraktním definicím. V případě rozporu mezi srozumitelností a formální přesností dával přednost výkladu přístupnějšímu nematematikům. Byl přesvědčen, že rozvoj aplikované matematiky a inženýrských věd závisí na cílené podpoře talentovaných studentek a studentů, zejména formou individuální výuky, jakou rozvíjel koncept tzv. volné katedry zavedené Vladimírem Knichalem(na Wikidatech) na ČVUT v 60. letech 20. století.

## Ocenění
- Stříbrná Felberova medaile ČVUT[34] (1973)[1]
- Národní cena České socialistické republiky[35] (1979) za dílo Variační metody v inženýrských problémech a v problémech matematické fyziky[14]
- Zlatá plaketa B. Bolzana za zásluhy v matematických vědách, Československá akademie věd (1983)[36]
- Zlatá Felberova medaile ČVUT[34] (1983)[2]
- Čestný člen Jednoty českých matematiků a fyziků (1987)[10]
- Medaile Jana Amose Komenského (1988)[37]
- Člen korespondent Československé akademie věd (1989)[2]
- Státní cena Klementa Gottwalda (1989) za vytvoření nového přístupu k řešení evolučních problémů, za široké rozvinutí metody časové diskretizace a za její aplikace[19]
- Cena ministra školství, mládeže a tělovýchovy České republiky (1991)[2]
- Čestný člen České matice technické (1994)[2]
- Medaile Josefa Hlávky, Nadání Josefa, Marie a Zdenky Hlávkových  (1997)[38]
- Pamětní medaile Matematicko-fyzikální fakulty UK (1998) za celoživotní vědeckou, pedagogickou a organizátorskou práci[39]
- Oborová matematická medaile JČMF (1998)[40]
- Stříbrná medaile Univerzity Karlovy[41] (2003)[2]

## Karla Rektoryse připomínají
- Planetka (40459) Rektorys objevená 14. září 1999 Petrem Pravcem a Peterem Kušnirákem na Ondřejovské hvězdárně, od roku 2003;[42] název oficiálně přidělen komisí Mezinárodní astronomické unie[10]
- Medaile prof. Rektoryse za pedagogickou činnost na Fakultě stavební ČVUT, od roku 2006[43]
- Posluchárna profesora Karla Rektoryse na Fakultě stavební ČVUT, od roku 2007[44]
- Rektorysova soutěž v aplikované matematice pro studující všech fakult ČVUT, od roku 2007[45]